# Pseudomonacanthus elongatus
Pseudomonacanthus elongatus är en fiskart som beskrevs av Fraser-brunner 1940. Pseudomonacanthus elongatus ingår i släktet Pseudomonacanthus och familjen filfiskar. Inga underarter finns listade i Catalogue of Life.